# モンテプラーゼ
モンテプラーゼ（Monteplase）は、遺伝子組換え組織プラスミノーゲン活性化因子（rt-PA）製剤であり、血栓の溶解に用いられる。天然型t-PAの84番目CysがSerに変更されている、アミノ酸527残基または530残基からなる糖タンパク質で、全体の分子量は約68,000である。1998年4月に承認された:92。2005年4月には、肺動脈血栓の溶解について追加承認された。

## 効能・効果
- 急性心筋梗塞における冠動脈血栓の溶解（発症後6時間以内）[1]
- 不安定な血行動態を伴う急性肺塞栓症における肺動脈血栓の溶解[1]

## 投与経路
静脈内ボーラス投与

## 警告
投与による脳出血が出現し、死亡が認められている。

## 禁忌
下記の患者には禁忌である。
- 出血している患者（消化管出血、尿路出血、後腹膜出血、頭蓋内出血、喀血）
- 2カ月以内に頭蓋内あるいは脊髄の手術または障害を受けた患者
- 頭蓋内腫瘍、動静脈奇形、動脈瘤のある患者
- 出血性素因のある患者
- 重篤な高血圧症患者
- デフィブロチドナトリウムを投与中の患者

## 副作用
重大な副作用として、
- 重篤な出血

脳出血、消化管出血（0.1〜5％未満）、肺出血等
- 心破裂、心室中隔穿孔、心タンポナーデ、心嚢液貯留
- 心室細動、心室頻拍（再灌流不整脈）
- ショック症状

血圧低下、発汗、脈拍の異常、呼吸困難等
が知られている。

## 製造
ヒト悪性黒色腫細胞由来mRNAを基にクローン化されたヒト組織プラスミノゲン活性化因子遺伝子を一部組み替えたものを導入したベビーハムスター腎細胞により産出される。

## 臨床試験
急性心筋梗塞
急性心筋梗塞を対象とした二重盲検比較試験において、本剤を単回静注（約2分間）で27,500IU／kg投与した時の再開通率は、30分で61.9%、60分で79.4%であった。これは比較対照薬（チソキナーゼ）の32％および65%よりも高い値であり、有意差が認められた。
急性肺塞栓症
急性肺塞栓症を対象とした二重盲検比較試験において、本剤を単回静注（約2分間）で27,500IU／kgを投与した時の肺血流改善率は、60分で93.3%、24～48時間で100.0%であり、プラセボに比べて有意に良好であった。

## 参考資料
1. 1 2 3 4 5 6 7 8 9 10  “クリアクター静注用40万／クリアクター静注用80万 添付文書”. www.info.pmda.go.jp. 2021年12月19日閲覧。
2. ↑  森本和滋、小林哲、柴田寛子、石井明子 (2019). “我が国発のバイオ医薬品（ホルモン，サイトカイン，酵素類等）のFDA と EMA での承認の有無について”. 臨床評価 47 (1):  87-97.
3. ↑  “薬食審・部会　クリアクターの適応追加を了承 | ニュース | ミクスOnline”. www.mixonline.jp. 2021年12月19日閲覧。
4. ↑  Kawai, Chuichi; Yui, Yoshiki; Hosoda, Saichi; Nobuyoshi, Masakiyo; Suzuki, Shin; Sato, Hikaru; Takatsu, Fumimaro; Motomiya, Takeshi et al. (1997-06). “A Prospective, Randomized, Double-Blind Multicenter Trial of a Single Bolus Injection of the Novel Modified t-PA E6010 in the Treatment of Acute Myocardial Infarction: Comparison With Native t-PA” (英語). Journal of the American College of Cardiology 29 (7):  1447–1453. doi:10.1016/S0735-1097(97)00074-0.
5. ↑  杉本恒明,  白土邦男,  栗山喬之,  金沢実,  本宮武司,  中野たけし,  国枝武義,  山沢文裕,  柳瀬治,  藤岡博文 (2005). “急性肺塞栓症に対するE6010（t-PA誘導体）の臨床第II相試験 ─多施設オープン用量設定試験─”. 薬理と治療（JPT） 33 (7):  629-51.
6. ↑  杉本恒明,  白土邦男,  栗山喬之,  金沢実,  本宮武司,  中野たけし,  国枝武義,  山沢文裕,  柳瀬治,  藤岡博文 (2005). “急性肺塞栓症に対するE6010（t-PA誘導体）の臨床的有用性に関する検討 ─プラセボを対照とした多施設二重盲検比較試験─”. 薬理と治療（JPT） 33 (7):  653-83.